# Leptomys ernstmayri
Leptomys ernstmayri és una espècie de mamífer rosegador de la família dels múrids, anomenada en honor del biòleg Ernst Mayr. Viu a les muntanyes Foja de la província de Papua, a Indonèsia, i a les muntanyes del nord-est de Papua Nova Guinea. Aquest tàxon fou anomenat en honor de l'ornitòleg i zoòleg alemany Ernst Mayr.